# Németh Lajos (színművész)
Németh Lajos (1943. augusztus 26. – 2016. szeptember 20. vagy előtte) magyar színész, bábművész.

## Pályája
1962-től az Állami Déryné Színháznál indult színészi pályája. 1995-től a szombathelyi Bábszínházhoz szerződött, 1998-tól a szombathelyi Mesebolt Bábszínház társulatának művésze volt. Dolgozott a Szamóca Színházzal is.

## Fontosabb színházi szerepei
- Gáspár Margit: Hamletnek nincs igaza... Gabi
- Móricz Zsigmond: Légy jó mindhalálig... igazgató
- Frances Hodgson Burnett: A kis lord... Darincourt
- Agatha Christie: Az egérfogó... Trotter nyomozó
- Csiky Gergely: A nagymama... Koszta tiszteletes
- Molnár Ferenc: Olympia... Plata Ettingen herceg
- Carlo Collodi: Pinokkio... Gepetto
- Rumi László: A páfrány virága.... lengyel paraszt; apa[2]
- Pető Ferenc: Az igazi szeretet... Boldizsár[3]
- Valakit várunk – Adventi játék... szereplő[4]
- Gyű te, Amália... szereplő[5]
- Cirkusz születik... Lala nagypapa (Szamóca Színház)